# Hellmuth Becker
Helmuth Becker (12 de agosto de 1902 – 28 de fevereiro de 1953) foi um oficial alemão que serviu durante a Segunda Guerra Mundial. Foi condecorado com a Cruz de Cavaleiro da Cruz de Ferro.

## Vida
Nascido em 1902, Becker ingressou no exército em 1920 e o deixou em 1932 com o posto de sargento-mor (Wachtmeister). Em 1933, ingressou na SS e conheceu Wilhelm Bittrich e Hermann Priess. Em 1935, Becker foi transferido para o SS Totenkopf Standarte "Oberbayern", estacionado no SS-Übungslager Dachau, que mais tarde se tornou parte da Divisão SS Totenkopf. Em 9 de novembro de 1940, Becker foi promovido a SS-Obersturmbannführer e comandante do SS-Totenkopf-Regiment. De 1942 a 1944, ele ocupou o posto de SS-Standartenführer e serviu na ativa na Divisão Totenkopf. No início de 1944, ele foi transferido para SS-Führungshauptamt e em março, assumiu o comando do 36º Regimento SS Panzer Grenadier, Divisão SS Reichsführer na Itália. Em 21 de junho, é promovido a SS-Oberführer e, em julho, comandante da 3ª SS-Panzerdivision Totenkopf. Em 1º de outubro de 1944, ele é promovido a SS-Brigadeführer.
Em dezembro de 1944, a divisão foi transferida para a Hungria para as batalhas em Budapeste. A divisão cruzou o rio Danúbio até Viena, tentando se render às forças americanas. Sob os termos da capitulação da Alemanha, a rendição foi recusada e a unidade foi entregue ao Exército Vermelho Soviético.
Becker provou ser um homem brutal, implacável e debochado, mesmo para os padrões da SS de acordo com as investigações oficiais da Waffen-SS: "Na Frente Oriental, Becker estuprou mulheres russas em público e apareceu completamente bêbado em várias ocasiões nas linhas de frente como comandante do regimento. Na primavera de 1943, ele organizou prostitutas para virem ao seu centro de comando e, em 20 de abril de 1943, fez com que toda a artilharia enviasse uma salva de saudação de dez minutos para comemorar o aniversário do Führer. Mesmo na frente ocidental no Natal de 1942, ele organizou uma orgia para seu regimento no cassino dos oficiais. Ele destruiu móveis, quebrou janelas e mandou montar um cavalo até a morte por seus colegas oficiais.

## Julgamentos, condenações e execução
Em novembro de 1947, ele foi levado a julgamento perante um tribunal militar soviético em Poltava e condenado a 25 anos de prisão com trabalhos forçados por crimes de guerra. Enquanto cumpria sua sentença, Becker "testou a paciência de seus carcereiros" tentando fabricar explosivos, levando a seu novo julgamento. "A personificação dos brutais Landsknechts que formavam os oficiais de alta patente das Waffen-SS", ele foi condenado e executado em fevereiro de 1953. 

## Condecorações
| Cruz de Ferro 2ª Classe                                  |                         |
| Cruz de Ferro 1ª Classe                                  |                         |
| Cruz Germânica em ouro                                   | 26 de setembro de 1942  |
| Cruz de Cavaleiro da Cruz de Ferro                       | 7 de setembro de 1943   |
| Folhas de Carvalho nº 595                                | 21 de setembro de 1944  |
| Wehrmachtbericht                                         | 21 de fevereiro de 1945 |
| Medaille zur Erinnerung an den 13. März 1938             |                         |
| Medaille zur erinnerung an den 1. Oktober 1938           |                         |
| Medaille "Winterschalcht im osten 1941/42" (Ostmedaille) |                         |
| Ehrendegen des Reichsführers-SS                          |                         |
| SS-Ehrenring                                             |                         |